# Allan Lamport

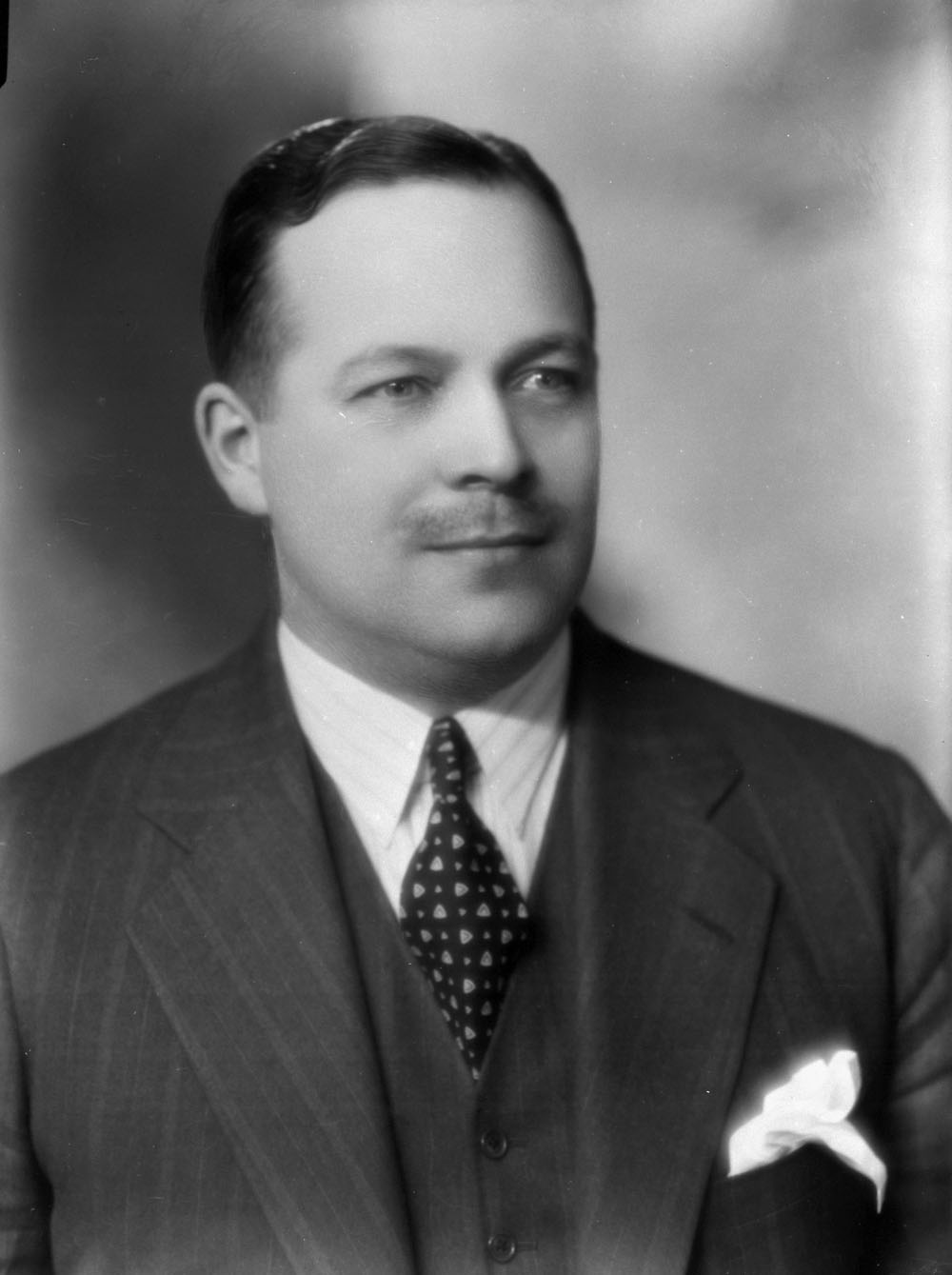
Allan Lamport

Allan Austin Lamport (* 4. April 1903 in Toronto, Ontario; † 18. November 1999 ebenda) war von 1952 bis 1954 der 50. Bürgermeister von Toronto.
Lamport wurde 1937 zum ersten Mal in den Stadtrat von Toronto gewählt. Gleichzeitig war er als Kandidat der Ontario Liberal Party von 1937 bis 1943 Mitglied des Provinzparlamentes. Während des Zweiten Weltkrieges diente er als Pilot der Royal Canadian Air Force. Nach seiner Abwahl im Jahr 1943 kehrte er 1946 in den Stadtrat zurück und 1949 wurde er Mitglied des Kontrollausschusses. Im Jahr 1952 wurde er zum Bürgermeister gewählt; er legte das Amt zugunsten einer leitenden Stelle bei der Toronto Transit Commission (TTC) am 28. Juni 1954 nieder. In den Jahren 1954 und 1959 leitete er als stellvertretender Vorsitzender die TTC, von 1955 bis 1958 als erster Vorsitzender. In den 1960er Jahren versuchte er wieder den Sprung in die Politik und kandidierte in den Jahren 1961 und 1965 als Bürgermeister. Beide Kandidaturen glückten nicht, allerdings wurde er wieder in den Stadtrat gewählt.
Allan Lamport war mit Edythe Thompson verheiratet und hatte zwei Töchter mit ihr. Lamport wurde 1994 in den Order of Canada aufgenommen. Das 1974 bis 1975 nördlich des Exhibition Place errichtete Lamport Stadium trägt seinen Namen ihm zu Ehren.